# Verein für Christliche Kunst (München)
Der Münchner Verein für Christliche Kunst e. V. (auch Verein für christliche Kunst in München) wurde am 15. November 1860 von namhaften Künstlern und Vertretern des Erzbistums München gegründet. Zweck des Vereins sollte es sein, die Christliche Kunst zu fördern und zu vermitteln und dadurch ihre Bedeutung zu heben. Schon vorher bestanden ähnliche Vereine in anderen deutschen Diözesen.

## Geschichte
Bereits vor 1850 entstanden zahlreiche große und finanzkräftige Kunstanstalten für kirchliche Arbeiten, die Kunstgegenstände für Kirchen, Klöster und andere Einrichtungen handwerklich und industriell herstellten. Dadurch ergaben sich große Nachteile für die Ateliertätigkeit der freien Kunstmaler, Zeichner, Bildhauer, Schnitzer, Kunstschreiner und andere künstlerische Berufe. Hinzu kam, dass in den großen Städten die Nachfrage nach Profankunst zunahm und die Anerkennung der Religiösen Kunst nachließ. Deshalb sollten mit der Gründung des Vereins für Christliche Kunst auch die Interessen der freischaffenden Künstler vertreten und unterstützt werden. Da auf Diözesanebene seit 1857 bereits der Diözesan-Kunstverein Freising wirkte, sollte der neu gegründete Verein zunächst ein Münchner Zweigverein des Diözesan-Kunstvereins sein. Die Unterordnung unter den Diözesanverein wurde auch in der Vereinssatzung festgeschrieben. Ein Mitglied des Münchner Domkapitels erhielt satzungsgemäß Sitz und Stimme zur Vertretung des Diözesan-Vereins im Ausschuss des Vereins für Christliche Kunst. Von 1865 bis zur Auflösung des Diözesan-Kunstvereins 1877 oblag dieses Amt dem Domkapitular und Generalvikar Michael Rampf, dem späteren Bischof von Passau.
Der am Gründungstag gewählte Ausschuss bestand u. a. aus folgenden Mitgliedern: Akademieprofessor Johann von Schraudolph, 1. Vorsitzender; Glasmaler Joseph Scherer, 2. Vorsitzender; Domkapitular K. von Prentner war Kassier. Zum Gründungsausschuss gehörten außerdem die Kunstmaler Hugo Barthelme, Alexander Strähuber, Julius Frank, Wilhelm Hauschild, Augustin Palme sowie die Bildhauer Joseph Knabl und Johann Petz.
Nach Bekanntgabe der Vereinsgründung traten zahlreiche hochgestellte Persönlichkeiten dem Verein bei, u. a. der spätere Prinzregent Luitpold von Bayern, Erzbischof Gregor von Scherr, der Speyerer Bischof Nikolaus von Weis und der Augsburger Bischof Pankratius von Dinkel. Außerdem Gelehrte, Universitätsprofessoren und hohe Staatsmänner, unter ihnen die Staatsminister Theodor von Zwehl und Karl von Schrenck, der Abt von St. Bonifaz und spätere Bischof von Speyer Daniel Bonifaz von Haneberg sowie der Astronom Johann von Lamont. Die Diözesen Speyer und Würzburg ermunterten einflussreiche Kleriker zum Eintritt in den neu gegründeten Verein. Im November 1861 bestand der Verein aus insgesamt 420 Mitgliedern. Im selben Jahr veranstaltete der Verein eine Ausstellung im Glaspalast, auf der insgesamt 436 Kunstobjekte von Vereinskünstlern gezeigt wurden. Aus finanziellen Gründen konnten seit 1877 keine Ausstellungen mit Werken der Mitglieder gezeigt werden. Nachdem der bisherige 1. Vorsitzende 1866 zurückgetreten war, folgten der Akademieprofessor Alexander Strähuber als 1. Vorsitzender und Wilhelm Hauschild als 2. Vorsitzender. Nach Strähubers Tod 1882 wurde Wilhelm Hauschild 1. Vorsitzender und Julius Frank 2. Vorsitzender. Zu weiteren Veränderungen im Vorstand kam es 1883. Julius Frank stieg zum 1. Vorsitzenden auf, 2. Vorsitzender wurde Max Fürst. Ab 1906 war Franz Wolter 1. Vorsitzender. Derzeitiger Vorsitzender ist der Kunsthistoriker Norbert Jocher.
1906 wurde der Verein in das örtliche Vereinsregister eingetragen. Seit 1910 gibt er ein Jahrbuch heraus. Die Bände I bis VII (Jahrbuch des Vereins für Christl. Kunst in München e. V.) erschienen zwischen 1910 und 1929. Nach kriegsbedingter Unterbrechung nahm der Verein erst 1949 wieder seine Aktivitäten auf. Hierzu gehören Vorträge, Seminare und kunsthistorische Fahrten. Die Herausgabe des Jahrbuchs wurde erst 1974 mit Band VIII. fortgesetzt. Seit 2007 ist der Verein eine gemeinnützige Einrichtung mit der Rechtsnorm eines Fördervereins. Derzeit zählt der Verein über 430 Mitglieder. Geschäftssitz ist München.